# Signor Bonaventura
Signor Bonaventura ist die bekannteste Comicfigur des italienischen Zeichners Sergio Tofano. Signor Bonaventura-Geschichten erschienen nicht nur als Comic, sondern auch als Film- und Bühnenstoff.

## Handlung und Figuren
Signor Bonaventura ist ein gutmütiger und sympathischer, mit weißer Pluderhose und rotem Umhang bekleideter Held, der jedes seiner Abenteuer mittellos beginnt, am Ende aber eine Million Lire erhält. Sein ständiger Begleiter und somit ein Erkennungszeichen ist ein Dackel. Weitere regelmäßig in den in Reimform gehaltenen Geschichten, die ohne Sprechblasen auskommen, auftretende Personen sind unter anderem der schöne Cece, Kommissar Sperassai, der böse Barbariccia und Bonaventuras Sohn Pizziri. Im Lauf der Jahre änderte sich der Betrag, den Bonaventura erhält, auf eine Milliarde Lire.

## Veröffentlichung und Rezeption
Signor Bonaventura erschien zum ersten Mal am 28. Oktober 1917 in Corriere dei Piccoli und wurde, abgesehen von einer Unterbrechung während des Zweiten Weltkriegs, ununterbrochen bis 1953 fortgesetzt. Zwischen 1927 und 1953 brachte Sergio Tofano mehrmals Geschichten um Signor Bonaventura auf die Theater-Bühne und verfilmte im Jahr 1941 eine Bonaventura-Geschichte unter dem Titel Cenerentola e il signor Bonaventura mit Paolo Stoppa als Bonaventura. In den 1960er und 1970er Jahren erfolgten weitere Umsetzungen für das Theater durch andere Regisseure. Ebenfalls in den 1970er Jahren wurde die Comicfigur Bonaventura von Carlo Peroni kurzzeitig wiederbelebt, wiederum für Il Corriere dei piccoli. In den Jahren 2000 und 2002 erschienen zwei Bonaventura-Animationsfilme, für die Tofanos Sohn Gilberto das Drehbuch geschrieben hatte. Darüber hinaus wurde Bonaventura mehrmals zu Werbezwecken eingesetzt.
Franco Fossati sieht Signor Bonaventura in „geradezu ironischer Gegenposition“ zu Frederick Burr Oppers Happy Hooligan.